# Лион, Моше
Моше Лион (ивр. משה ליאון‎; род. 6 октября 1961 года) — израильский предприниматель и политик. Мэр Иерусалима с 14 ноября 2018 года.
С 2013 по 2018 гг. являлся членом горсовета Иерусалима, ранее служил в качестве генерального директора Канцелярии Премьер-министра, председателя израильской железной дороги, и главы Управления развития Иерусалима, до объявления как кандидата на пост мэра Иерусалима в 2013 году. Он получил 45 % голосов, но проиграл действующему мэру Ниру Баркату. Позже Лион присоединился к коалиции Барката в муниципалитете в 2015 году.

## Биография
Моше Лион родился в Гиватаиме, учился в средней школе в соседнем Тель-Авиве. Служил в армии в военном равиннате. Лион окончил Университет Бар-Илан со степенью бакалавра в области экономики и бухгалтерского учёта. Лион женат, имеет четверых детей и живёт в иерусалимском районе Рехавия. Его брат доктор Нисим Лион является преподавателем кафедры социологии и антропологии Университета Бар-Илан.

## Профессиональная карьера
В 1991 году Лион основал аудиторскую компанию «Ицхаки» вместе с Авигдором Ицхаки и двумя другими партнёрами. Среди его клиентов была партия Ликуд, после их экономических потерь из-за поражения в выборах 1992 года. Он ушёл из компании в 2017 году.
В июле 2014 года Лион был назначен председателем совета директоров медицинского центра Мааяаней Йешуа в Бней-Браке.

## Общественная карьера
В 1996 году был назначен на должность генерального директора Канцелярии премьер-министра Биньямином Нетаньяху, также был его экономическим советником, служил в этой роли до 1999 года. (недоступная ссылка)
В 2003—2006 годах был назначен председателем правления израильской железной дороги после того, как ранее работал в органах управления портами и железными дорогами.
В 2008 году был назначен председателем Управления развития.
Лион был назначен на должность представителя премьер-министра для проведения переговоров при формировании коалиционного правительства после выборов в Кнессет 2013 года, после чего Ликуд и Партия Исраэль Бейтену объединились.
В 2013 году Лион баллотировался на пост мэра Иерусалима, но проиграл действующему мэру Ниру Баркату. Он получил поддержку от партии Ликуд которая получила один мандат на муниципальных выборах, и Лион стал членом горсовета от Ликуд.
В августе 2015 года Лион присоединился к городской коалиции и фракции мэра Нира Барката. В рамках коалиционного соглашения, подписанного между Лионом и Баркатом, Лион начал работать в качестве члена городской администрации и как глава «Управления сообществом».
25 марта 2018 года объявил о своем намерении баллотироваться на пост мэра Иерусалима в выборах, запланированных на 30 октября 2018 года
На выборах стало ясно, что Лион набирает 33 % голосов избирателей. Офера Берковича поддержали 28,9 % жителей столицы, принявших участие в выборах, явка на избирательные участки составила 34,9 %. Во втором туре Лион набрал 50,85 % голосов против 49,15 %, которые получил Беркович, и стал мэром Иерусалима.